# Brainstorm
Brainstorm (латис. Prāta Vētra) — латвійський музичний гурт рок- та поп-музики.

## Історія

### Становлення та перші роки BrainStorm (1989—1996)
Гурт було створено у 1989 році в латвійському місті Єлгава. До нього увійшло п'ятеро шкільних друзів: Ренарс Кауперс (латис. Renārs Kaupers) — вокал, Яніс Юбалтс (латис. Jānis Jubalts) — гітара, Ґундарс Маушевічс (латис. Gundars Mauševics) — бас, Каспарс Рога (латис. Kaspars Roga) — барабани та Маріс Міхельсонс (латис. Māris Mihelsons) — акордеон. В 1992 році гурт випустив перший сингл «Jo Tu Nāc». В 1993 році вийшов їхній перший альбом «Vairāk Nekā Skaļi». Найпопулярнішою піснею альбому стала «Ziema» («Зима»), на яку було знято видеокліп. Наступний, 1994 рік, став для гурту малопродуктивним, сингл «Vietu Nav», випущений в тому році, вийшов накладом всього в 500 копій.
Після експериментів із альтернативною музикою, гурт повернувся до мейнстриму та випустив новий альбом «Veronika», який став хітовим. Найпопулярнішими піснями альбому стали «Dārznieks» («Садівник»), «Apelsīns» («Апельсин») и «Lidmašīnas» («Літаки»).
Наприкінці року латвійські радіостанції почали крутити пісню «Tavas mājas manā azotē» (Під моїм крилом твій дім), яка 9 тижнів очолювала латвійські чарти Airplay і стала найбільшим хітом 1996 року.

### Контракт з Microphone Records, пісенний конкурс «Євробачення» (1997—2000)
Наступним кроком до успіху стало підписання контракту з «Mikrofona Ieraksti», однією з найбільших латвійських компаній звукозапису, й вихід нового альбому «Viss Ir Tieši Tā Kā Tu Vēlies» (Все, Як Ти Хочеш) у 1997. Альбом став «золотим» та зробив Prāta Vētra найпопулярнішим гуртом Латвії.
В 1999 році Prāta Vētra випустили свій четвертий альбом «Starp Divām Saulēm» і перший свій міжнародний альбом «Among The Suns», англійський варіант «Starp divām saulēm». Його було записано в Швеції та Данії. Всі п'ять синглів альбому — «Puse no sirds» («Half of your heart»), «Starp Divām Saulēm» («Among The Suns»), «Lec» («Try»), «Prom Uz Siltajām Salām?» («Ain't It Funny?») та «Tu Izvēlējies Palikt» («Welcome To My Country») дісталися верхніх позицій в латвійських хіт-парадах невдовзі після випуску.
13 травня 2000 року гурт вдало виступив на 45 пісенному конкурсі Євробачення («Eurovision») у Швеції з піснею «My Star», посівши третє місце.
В серпні 2000, невдовзі потому, як гурт відсвяткував своє десятиріччя, було випущено альбом «Izlase 89-99», до котрого увійшли найпопулярніші старі та деякі нові пісні гурту.

### Нові альбоми, нагороди MTV (2001—2010)
У 2001 вийшов альбом «Kaķēns, Kurš Atteicās No Jūrasskolas», в англійському варіанті — «Online». Пісня «Maybe» з цього альбому здобула міжнародну славу.
Наступний альбом «Dienās, Kad Lidlauks Pārāk Tāls», або «A Day Before Tomorrow», вийшов 2003 року та записувався в Німеччині й Данії.
Вночі з 22 на 23 травня 2004 в автокатастрофі на шосе між Ригою і Єлгавою загинув один з засновників гурту — бас-гітарист Ґундарс Маушевічс (латис. Gundars Mauševičs). Незважаючи на трагічну втрату, учасники гурту вирішили продовжити загальну роботу. Від того часу на бас-гітарі грає Інґарс Вілюмс(латис. Ingars Viļums), але виключно як сесійний музикант.
На Євробаченні 2003 року, що відбувалось в Латвії 6 червня, одним з ведучих був соліст Prāta Vētra Ренарс Кауперс.
У 2004 Brainstorm та БИ-2 записали пісню «Скользкие улицы», яка увійшла в новий альбом БИ-2 «Иномарки», що побачив світ 2 березня 2004 року. Пісня вийшла на перші місця в хіт-парадах радіостанцій Латвії, України та Росії.
У 2005 році учасники Prāta Vētra випустили альбом «Četri Krasti» або «Four shores».
У 2006 році вони отримали нагороду MTV Europe Music як найкращий балтійський гурт. У 2009 році альбом War, написаний виключно латиською та російською мовами, був випущений у Східній Європі з достатнім успіхом, а через рік вийшла його англійська версія Years and Seconds, яка отримала більшу популярність серед слухачів, хоча значення кількох пісень довелося змінити, щоб відповідати англійським текстам. Останнім часом гурт дає концерти в Західній Європі і продовжує набирати популярність у Сполученому Королівстві через свою схожість з Бейрутом.
3 червня 2011 року гурт Brainstorm виступив у київському концертному клубі «Stereo Plaza». Концерт мав відбутися ще 29 квітня, але для якісної підготовки виступу забракло часу, і його перенесли. Латвійці проспівали свої беззаперечні хіти: «Maybe», «Ветер», «Colder», «Волны», добре знані своїм шанувальникам: «Ты Не Один», «Thunder Without Rain», «Выходные», «Скользкие Улицы», «Миллионы Минут», «На Заре», «Шаг», а також менш відомі пісні.

### 2012
Альбом «Another Still Life», випущений у 2012 році, був написаний і записаний в історичному місті Гудзон, що в Долині Гудзон, північній частині штату Нью-Йорк, і зведений у невеликій студії під офісом управління Radiohead в Оксфорді, Англія.
Після альбому «Another Still Life» BrainStorm провели тур рідною Латвією, зібравши за 7 концертів 89 500 чоловік, в той час як населення Латвії складає 2 мільйони.
Влітку 2012 року BrainStorm гастролювали рідною Латвією, зібравши за 7 концертів 89 500 чоловік. Восени 2012 року гурт відвідав Росію на підтримку релізу нового альбому. У фестивальному сезоні 2012 року BrainStorm відіграли на наступних фестивалях: The Great Escape (Великобританія), Music Matters (Сінгапур), Rock For People (Чехія), Нашествие, Кубана, Крилья і Red Rocks (Росія), Watergate (Естонія), Sziget (Угорщина), Vilnius Music Week (Lithuan2013ia), Culture Co2013e (США) і Live Sessions Day (Іспанія).

### 2013
У червні 2013 року BrainStorm виступили на «Glastonbury Festival» і таким чином стали першим гуртом з Балтії, який виступив на фестивалі.

### 2015
На початку року гурт завершив роботу над новим альбомом, продюсером якого став Алекс Сілва, який раніше вже працював з BrainStorm над альбомом 2006 року «Four Shores». Робота над новими композиціями проходила у Берліні, на легендарній студії Hansa Studio. За традицією, перші релізи альбомів гурту завжди відбуваються на батьківщині колективу — в Латвії.
10 лютого 2015 року вийшов перший сингл «Ziemu apēst» з латиською версією альбому, що отримав назву «7 soļi svaiga gaisa» («7 кроків свіжого повітря»). Того ж дня стартував продаж квитків на літні гастролі гурту. 19 травня одночасно вийшли дві версії нового альбому — «7 soļi svaiga gaisa» для Латвії та «7 steps of fresh air» для Росії та країн СНД. До російської версії альбому увійшло десять пісень, три з яких — російською мовою, а одна — рідною мовою гурту — латиською. Решта пісень альбому були англійською мовою. У Росії альбом вийшов на лейблі Warner Music Russia. Найперший трек з нової платівки під назвою «Епоха», протримавшись в чарті «Чартова дюжина» майже п'ять місяців, двічі очолював його за цей період і, як наслідок, отримав нагороду «Лідер чарту 2015» 2015 року. Другий трек з нового альбому «Пропуск» очолив чарт «Чартова Дюжина» в грудні 2015 року і протримався на вершині більше місяця. BrainStorm відкрили літній сезон на фестивалі «Нашествие» (Росія), де виступили хедлайнерами в суботу, 4 липня. Музиканти продовжили літні концерти великим латвійським туром, зібравши понад 100 000 глядачів під час чотирьох концертів у Валмієрі, Вентспілсі, Єлгаві та Ризі.
26 жовтня, напередодні осіннього концертного сезону, в Ризі відбувся показ документального фільму про гурт — «BrainStorm: Між берегами» — перший автобіографічний фільм про BrainStorm та їхню 25-річну історію. Вперше за весь час існування гурту його учасники розповіли свої життєві історії дуже щиро, з усіма можливими поворотами і перипетіями. Після ризької прем'єри фільм демонструвався в кінотеатрах по всій Латвії і мав успіх. Того ж дня було оголошено, що альбом «7 кроків свіжого повітря» увійшов до першого туру офіційного списку кандидатів 58-ї церемонії вручення премії «Греммі» на звання кращого поп-альбому року. 30 жовтня гурт розпочав серію концертів на підтримку релізу нового альбому першим європейським концертом — у Лондоні. 11 листопада музиканти виступили в Алмати.
12 листопада спільно з Ultra Production та «Наше радіо» BrainStorm випустили свій перший вініловий альбом «7 Steps Of Fresh Air», презентація якого відбулася в московському Duran Bar перед початком російського туру. 14 листопада музиканти вперше представили свою нову програму московським глядачам на Stadium Live, а вже наступного дня BrainStorm вирушили в найдовший російський тур за останні роки. Протягом трьох тижнів музиканти відвідали Калінінград, Томськ, Красноярськ, Самару, Казань, Єкатеринбург, Челябінськ, Воронеж, Санкт-Петербург та інші міста.
Після анексії Криму Російською Федерацією група Brainstorm була засуджена за те, що стала одним із хедлайнерів російського рок-фестивалю «Нашествие» у 2015 році, значна частина якого включала російські військові паради, польоти літаків, військові пісні та призов до російської армії. Через кілька днів Brainstorm відреагували на це заявою: «Ми граємо нашу музику для людей, а не для прапорів, і ми вважаємо, що культура, як і спорт, повинна стояти над політикою, оскільки це прямий зв'язок з людьми мовою серця».
1 грудня вийшов новий DVD BrainStorm «7 сходинок свіжого повітря», знятий під час концерту в Ризі. Він доступний у форматі DVD та цифровій версії HD. Того ж дня було оголошено про продовження літнього туру 2016 року і дату наступного концерту, який відбудеться 20 серпня 2016 року в Лієпаї, на стадіоні «Даугава».

### 2016
Новий рік «Мозковий штурм» розпочав з оголошення перших дат весняного концертного туру «7 кроків свіжого повітря» в Європі. Загалом вони відіграли 7 концертів — 2 у країнах Балтії (Естонії та Литві) та 5 у Великій Британії.
23 січня пісня «BrainStorm» «Ziemu apēst» була визнана найціннішою піснею 2015 року на щорічній церемонії нагородження «Muzikālā Banka» Латвійського радіо 2.
13 лютого в Росії відбулася IX щорічна церемонія нагородження «Нашого радіо», на якій BrainStorm отримав нагороду в номінації «Лідери чарту» за пісню «Епоха». Ця пісня протрималася в чарті «Чартова дюжина» рекордно довго — майже 4 місяці, протягом яких двічі піднімалася на саму вершину — в липні та серпні.
15 лютого «BrainStorm» випустив пісню «Little Raindrops», яка є англомовною версією раніше виданої «Ziemu apēst» з альбому «7 кроків свіжого повітря». Перше живе виконання «Little Raindrops» відбулося у фінальному шоу литовського «X Factor».
На щорічній церемонії нагородження латвійської музичної премії «Zelta Mikrofons» («Золотий мікрофон») «BrainStorm» отримав нагороду за концерт «7 кроків свіжого повітря» з фінального концерту туру в Ризі та нагороду «Альфа-пісня року» від торгового центру «Alfa». Це єдина премія, де переможець визначається шляхом публічного голосування, і тому пісня «Ziemu apēst» отримала найбільшу кількість голосів слухачів, що принесло гурту 31-шу нагороду «Золотий мікрофон» загалом.
У середині року гурт також взяв участь у кількох музичних фестивалях, таких як «Янтарний пляж» у Калінінграді, фестиваль «A-Fest» у Мінську та «Weekend Festival Baltic» у Пярну.
20 серпня «BrainStorm» провели свій єдиний концерт у Латвії — на стадіоні «Даугава» в Лієпаї, зібравши понад 28 000 людей не тільки з Латвії, але й країн Балтії, а також США, Канади, Австралії, Росії і навіть Японії. Попит на квитки був настільки великий, що ще до початку концерту було оголошено про його повний аншлаг.
Наприкінці року «BrainStorm» поїхали з сольним концертом до Москви. У 2015 році гурт презентував у столиці Росії свій останній альбом «7 кроків свіжого повітря», який був дуже добре прийнятий. За рік пісні з альбому встигли не тільки очолити російські радіочарти, а й прозвучати на музичних фестивалях — таких як «Bosco Fresh Fest», «VK Fest», «A-Fest», «Нашествие», де «BrainStorm» виступали як хедлайнери.
Документальний фільм «BrainStorm: Між берегами» отримав Національну премію кінематографії «Лієлайс Крістапс» у категорії «Найкращий звукорежисер», а також приз глядацьких симпатій Delfi.lv.

### 2017
Учасники BrainStorm вирішили не брати перерву на запис нового альбому, попередній реліз якого був запланований на весну 2018 року, а створювати новий матеріал в умовах рок-н-рольних гастролей, подорожуючи та відкриваючи для себе нові території та міста. Влітку артисти відіграли на українському фестивалі Atlas Weekend, а восени вирушили в тур Росією, який отримав назву «Между берегами» і включав наступні міста: Москва, Санкт-Петербург, Єкатеринбург, Тюмень, Омськ, Перм, Нижній Новгород. У перервах між виступами та під час переїздів між містами музиканти створювали матеріал для альбому, оскільки їх супроводжували шведські саундпродюсери альбому, які, будучи самими чудовими музикантами, брали активну участь у виступах на сцені. Перед початком туру Brainstorm презентували перший сингл з майбутнього альбому — пісню «Как я искал тебя», записану з Мариною Кравець, єдиною жінкою-резидентом Comedy Club. За ним послідували ще два сингли — пісня «Tevis Dēļ», випущена в Латвії, і міжнародна композиція «My Mind's So Lost (On You)». В рамках осіннього туру відбулися спеціальні покази документального фільму «Мозковий штурм: Між берегами», організовані мережею кінотеатрів «Каро», відбулися в російських містах. Тур «Між берегами» продовжився у квітні 2018 року і завершився виходом нового альбому. Наприкінці 2017 року Brainstorm анонсували свої перші виступи у 2018 році — весняну серію концертів у Великобританії, Ірландії та Литві, літню серію в Латвії та участь у фестивалі «Дикая Мята».

### 2018
25 квітня гурт Prāta Vētra випустив свій 13-й альбом під назвою «Про хлопчика, який грає на бляшаному барабані». До нього увійшли пісні російською, англійською та латиською мовами. Для створення обкладинки нового альбому BrainStorm вкотре співпрацювали з легендарним фотографом і режисером Антоном Корбіном. Напередодні виходу платівки, тобто 12 квітня, Brainstorm також випустили два нових музичних відеокліпи. На російськомовній території та за її межами вийшов відеокліп на пісню «Чудовий день», фрагменти якого знімав на Міжнародній космічній станції космонавт Роскосмосу Сергій Рязанський (Сергій Рязанський). А в Латвії відбулася окрема прем'єра — вийшов головний трек з латиської версії альбому «Par to zēnu, kas sit skārda bungas» («Про хлопчика, який грає на бляшаних барабанах»). До виходу альбому музиканти оголосили про свою участь ще у двох літніх фестивалях — «Стереолето» у Санкт-Петербурзі та «Кінопроби» в Окуловці, а також про дату московської презентації альбому «Чудовий день», яка відбудеться 13 грудня у Крокус Сіті Холі. Окрім музичних анонсів, BrainStorm порадували новиною про участь у російському фільмі «7 вечерь» режисера Кирила Плетньова, що вийде на екрани на початку 2019 року, де музиканти зіграли самих себе у кульмінаційній сцені цієї романтичної комедії.

### 2022
27 березня 2022 року гурт, разом із Riga Gospel Choir та Juno String Quartet, представив пісню «Моя пісня (My Song)» в рамках першого телемарафону Save Ukraine — #StopWar, який став наймасовішим в історії телебачення. Доречі, це перша в історії гурту пісня українською мовою. За словами Ренарса, підготовка до виступу тривала декілька тижнів і за цей час він вивчав українську мову, щоб заспівати без акценту..

## Дискографія
- Vairāk Nekā Skaļi (1993)
- Vietu Nav (1994)
- Veronika (1996)
- Viss Ir Tieši Tā Kā Tu Vēlies (1997)
- Starp Divām Saulēm (1999)
- My Star (2000)
- Among The Suns (2000)
- Izlase '89-'99 (2000)
- Kaķēns, Kurš Atteicās No Jūrasskolas (2001)
- Online (2001)
- Dienās, Kad Lidlauks Pārāk Tāls (2003)
- A Day Before Tomorrow (2003)
- Veronika (2004)
- Četri Krasti (2005)
- Four Shores (2006)
- Tur Kaut Kam Ir Jābūt (2008)
- Шаг (2009)
- Izlase 2000—2010 (2010)
- Years and seconds (2010)
- Vēl viena klusā daba (2012)
- Another Still Life (2012)
- Чайки на крышах (2012)
- The Best Of BrainStorm (2013)
- 7 Steps of Fresh Air (2015)
- 7 soļi svaiga gaisa (2015)
- Wonderful Day (2018)
- About the boy who plays the tin drum (2018)
- Par to zēnu, kas sit skārda bungas (2018)
- SBORNIK vol. 1 (2019)
- Год без календаря (2021)
- Dangus įkrito (2023)

## Учасники

### Теперешні
- Ренарс Кауперс — вокал, гітара (1989 — дотепер)
- Яніс Юбалтс — гітара (1989 — дотепер)
- Маріс Міхельсонс — клавішні, акордеон та інші інструменти (1989 — дотепер)
- Каспарс Рога — барабани, перкусія (1989 — дотепер)

### Колишні
- Гундарс Маушевичс — бас-гітара (1989—2004, помер у 2004 році)